# Coda
 Der er for få eller ingen kildehenvisninger i denne artikel, hvilket er et problem. Du kan hjælpe ved at angive troværdige kilder til de påstande, som fremføres i artiklen.

Coda (italiensk for "hale") er i musik en passage, der bringer et stykke eller en sats til afslutning. Teknisk set er det en udvidet kadence. Den kan være så enkel som et par takter, eller så kompleks som en hel satsdel. Fra og med Beethoven antager codaen undertiden karakter af en omfattende del af selve formen, der afslutter en symfoni- eller sonatesats.
Forekomsten af coda som et element i en sats er især klart i værker, der er skrevet i særlige musikalske former. Coda er almindeligt anvendt i både sonateformen og i variationssatser i den klassiske periode. I en sonateformssats vil reprisedelen generelt følge ekspositionen i tematisk indhold samtidig med, at man overholder hovedtonearten. Reprisen slutter ofte med en passage, der lyder som en afslutning, parallelt med den musik, der afsluttede ekspositionsdelen; således vil alt det, der kommer efter denne afslutning, opfattes som noget "ekstra", det vil sige som en coda. I variationsværker forekommer coda efter den sidste variation og vil være meget mærkbar som den første musik, der ikke bygger på temaet.
En af de måder, som Beethoven forlængede og intensiverede den klassiske form på, var at udvide codaen, der udgjorde den sidste del, i nogle tilfælde med samme musikalske vægt som eksposition, modulation og reprise, og som skulle fuldføre det musikalske forløb.